# Commission scolaire de Rouyn-Noranda
 (septembre 2020).
Pour les raisons suivantes :
- Les commissions scolaires québécoises étaient une forme de gouvernement local composé de commissaires élus et disposant de pouvoirs de taxation. Leur admissibilité dans Wikipédia est bien établie.
- Par contre, les centres de service scolaires sont plutôt des centres administratifs relevant du ministère de l'Éducation. Leur mode de gestion et leurs pouvoirs sont différents de ceux des commissions scolaires. Leur admissibilité selon les critères de Wikipédia n'a pas encore été démontrée.
- Vu leur nature différente, les éventuels articles sur les centres de services scolaires devraient être distincts de ceux des commissions scolaires, et non des renommages de ceux-ci.
- Les contributeurs sont invités à discuter de ce sujet sur Discussion Projet:Québec.

La commission scolaire de Rouyn-Noranda est une  ancienne commission scolaire québécoise. Elle est abolie le 15 juin 2020, et remplacée par un Centre de services scolaire située dans la région administrative du Abitibi-Témiscamingue dans l'Est du Québec.
Il s'étend sur le territoire de la municipalité régionale de comté (MRC) de Rouyn-Noranda (sauf Cadillac).

## District 1
- École Cléricy
- École Mont-Brun
- École D'Alembert
- École Notre-Dame-de-Protection
- École Sacré-Cœur

## District 2
- École Entre-Lacs
- École Kekeko
- École Étincelle et Petite-Étincelle
- École Notre-Dame-de-Grâce

## District 3
- École Bellecombe
- École Kinojévis
- École Granada
- École Le Prélude
- École Grande-Ourse

## District 4
École La Source

## District 5
École D'Iberville